# Passalozetidae
Passalozetidae zijn  een familie van mijten. Bij de familie zijn 2 geslachten met circa 50 soorten ingedeeld.